# Tecellin Halusa
Tecellin Halusa, křtěný Adolf, příjmením Haluža (6. listopadu 1870, Branišovice – 28. září 1953, Heiligenkreuz), byl rakouský cisterciák jihomoravského původu, teolog a historik.

## Život
Jako konventuál v klášteře v Heiligenkreuzu se Tecellin Halusa věnoval novinářské a literární činnosti. Podnikl rovněž historický výzkum ve svém klášteře a v roce 1895 výsledky tohoto výzkumu publikoval v periodiku Cistercienser-Chronik. Je rovněž autorem studií, věnovaných osobnosti svatého Bernarda z Clairvaux.
Mimo historie se věnoval pastorální a spirituální teologii. Velkým tématem jeho spisů byla svátost smíření a s ní související nesvátostná praxe tzv. capitulum culparum (společné vyznání hříchů při kapitule klášterní komunity - součást staré cisterciácké tradice). Rovněž tak téma Eucharistie. Publikoval také zprávy o různých lidech, kteří konvertovali ke katolické církvi.
Udržoval kontakty s Bertholdem Eggerem, augustiniánským řeholním kanovníkem a publicistou z Klosterneuburgu, a podílel se jako spoluautor na některých jeho pulikacích.

## Dílo
- Der heilige Bernhard von Clairvaux, Abt und Kirchenlehrer.
- Das Schuldkapitel der Ordensperson. Eine Studie
- Zum Haus des Herzens Jesu. Ein Konvertitenbild aus der Gegenwart
- Die Erneuerung der Welt durch das kostbare Blut
- Die Gründung der Cistercienser-Abtei Heiligenkreuz
- Zur wissenschaftlichen Thätigkeit der aufgehobenen Cistercienserabtei Wellehrad in Mähren (Oestterreich)